# Personnages de City Hunter
Cet article présente les personnages secondaires du manga City Hunter et de la série dérivée Nicky Larson.
- Haut – A
- B
- C
- D
- E
- F
- G
- H
- I
- J
- K
- L
- M
- N
- O
- P
- Q
- R
- S
- T
- U
- V
- W
- X
- Y
- Z

## A

### Mick Angel
Mick Angel est un Ryô Saeba version américaine, Umibozu  dit de lui que « C'est un excellent nettoyeur. Si Ryô et lui venaient à s'affronter, même lui ([moi] dans le texte) serais incapable de dire qui en sortirait vainqueur. Au jour d'aujourd'hui, il est le numéro un aux Etats-Unis » il ajoute après [qu'] « Il ne mêle jamais ses émotions personnelles à ses contrats. [...] C'est un véritable pro, et pour cet aspect là, il est même supérieur à Ryô ». Il est comme Ryô en tous points sauf qu'il est un petit peu moins pervers que lui : sa technique, c'est de séduire les fiancées de ses victimes pour pouvoir les approcher et les tuer.
Il fut l'associé de Ryô pendant du temps ou celui-ci était à New York. Bien que les évènements restent assez flous, il semblerait qu'ils aient fait équipe après la mort du père de Bloody Mary, et après ou pendant la collaboration entre Ryô et cette dernière.
Il n'apparaît qu'à la fin de City Hunter. Quand il débarque au Japon, c'est pour remplir une mission, celle de tuer Ryô alors il cherche à séduire Kaori pour pouvoir atteindre Ryô mais cela est plus difficile qu'il ne le croyait. La jeune femme et Ryô sont très liés et, en essayant de la séduire, c'est lui qui tombe dans le piège de l'amour. Mais en voyant la relation qu'entretiennent Ryô et Kaori, il s'efface et s'en va. Il avouera à Ryô qu'il a accepté le contrat sur sa tête car celui-ci venait de Shin Kaibara. N'ayant pas accompli son contrat, Kaibara fera exploser l'avion dans lequel se trouvait Mick avant de le récupérer et de le soigner à l'aide "d'Angel dust" ("Poussière d'ange" dans la version française). Celle-ci lui aura permis de survivre bien qu'il en gardera de lourdes séquelles au point de ne plus pouvoir exercer son métier de nettoyeur. Il fera sa convalescence au laboratoire du Professeur, qui avait déjà fait celle de Ryô par le passé. Durant cette période, Mick sera aidé par Kazue avec qui il nouera des sentiments particuliers. Le personnage de Mick Angel est très important car son arrivée pousse Ryô à être plus clair au sujet de ses sentiments envers Kaori.

### Kasumi Asô
Kasumi Asô, ou Samantha dans le dessin animé français, est une lycéenne et voleuse professionnelle. Elle travaille au restaurant de Mirna dans l'anime et dans le manga. Elle est amoureuse de Ryô.

## F

### Kenny Field
Kenny Field, On ne sait rien de lui si ce n'est qu'il était considéré comme le meilleur chasseur de primes américain. Il a une fille Sonia Field qui était enfant lors de la courte collaboration entre Field et Ryo aux États-Unis. Traqué par un puissant syndicat du crime, il défiera Ryô en duel et le laissera gagner pour le protéger lui et sa fille. Sa mort est l'une des principales raisons du retour de Ryô au Japon.

## K

### Shin Kaibara
Shin Kaibara est le père adoptif de Ryô. C'est lui qui lui apprend le combat et le maniement des armes. Mais à cause de la guérilla, il devient fou et finit par donner de la poussière d'ange à Ryô. Ce dernier décime une unité ennemie à lui seul, seul Umibôzu survit mais est très gravement blessé aux yeux. À la suite de cela, Ryô voulant se venger défie Kaibara mais perd le combat. Par la suite, Kaibara devient le chef de l'Union Teope. Il réapparaît à la fin de City Hunter…

## M

### Hideyuki Makimura
Hideyuki Makimura, ou Tony Marconi dans le dessin animé français (1956-1985), est le grand frère adoptif de Kaori. Ancien policier, il était renommé par son duo avec Saeko Nogami. Lors d'une affaire sur la traite des blanches, une femme policière servant d'appât mourut, Makimura en prit l'entière responsabilité et démissionna de la police. Probablement peu de temps après (notamment du fait qu'il meurt à l'âge de 29 ans), il devient le partenaire de Ryô Saeba. Il est tué par le cartel Union Teope pour avoir refusé de s'associer à eux.
Bien que moins performant que Ryô, il reste bien plus fort que la majorité des policiers. En effet, il manie excellement les couteaux et, selon Ryô, a un très bon niveau en tir.

### Miki
Miki, Mirna ou Mimi dans le dessin animé français, est une orpheline dans un pays en guerre où elle a été recueillie par un groupe de mercenaires dont faisait partie Umibôzu qui l'a élevée et l'a entraînée aux techniques de combat, pour lui permettre de survivre.
En conséquence, elle tombe amoureuse de lui et veut à tout prix rentrer dans le même groupe de combattants. Cependant, Umibôzu l'a abandonnée afin qu'elle puisse vivre une vie normale loin des combats.
Ne pouvant l'oublier, elle part à sa recherche et l'ayant retrouvé, elle veut absolument l'épouser. Devant son obstination, Umibôzu cède mais à une condition : qu'elle réussisse à tuer, puis à simplement toucher avec une balle de peinture Ryô, son éternel ennemi.
Grâce à Ryô, Umibôzu perd son pari. Beau joueur, Umibôzu permet à Miki de vivre près de lui.
Elle tient un café appelé le Cat's Eye dans lequel Umibôzu travaille parfois… même s'il provoque le plus souvent des catastrophes.
Elle réussit finalement à convaincre Umibôzu de l'épouser, et leur mariage est célébré lors de la dernière histoire du manga.
Cette histoire met surtout en valeur le caractère altruiste d'Umibozu.

### Rosemary Moon
Rosemary Moon, alias Bloody Mary, est une très belle blonde aux yeux bleus. Redoutable dans le maniement des armes, elle fut la partenaire de Ryô Saeba aux États-Unis pendant peu de temps. Fille du mentor de Ryô, c'est par son père qu'elle connaît le passé de Ryô dont elle informera Kaori.
Quand elle réapparait dans la vie de Ryô, c'est sous l'apparence d'un superbe mannequin. Elle est fiancée à un homme dont elle est follement amoureuse. Ce dernier est enlevé par un malfrat qui a eu maille à partir avec Ryô et Mary. Ce malfrat essayera en vain de pousser Mary à tuer Ryô.
Elle connaît Umibôzu et semble "à cran" avec lui (et réciproquement) probablement dû au fait qu'elle incarne une réelle tueuse, là ou Ryô et Umibozu sont en repentir, et qu'elle craint que celui-ci veuille se venger de la blessure qu'a infligé Ryô à Umibozu.
Elle se présente au Japon comme ayant 24 ans, ce à quoi Ryô répond qu'elle est plus âgée (probablement environ une trentaine d'années).

## N

### Reika Nogami
Reika Nogami, ou Raquel Lamberti dans le dessin animé français, est la sœur du lieutenant Saeko Nogami. Elle tient une agence de détective privé. Son rôle est plutôt secondaire dans les différents scénarios mais elle serait elle aussi amoureuse de Ryô Saeba.

### Nagisa
Une jeune idole de 15 ans qui tombe amoureuse de Ryô et veut se marier avec lui.

## P

### Le préfet de police
Le préfet de police est le chef de la police et père de l'inspectrice Saeko Nogami, une amie de Ryô Saeba. Il n'apparaît que très rarement dans les films et la série. Dans le manga, il est décrit comme très autoritaire et extrêmement protecteur envers ses filles.

### Le Professeur
Le Professeur est un homme d'un certain âge dont on ignore le vrai nom.
Ryô dit de lui qu'il peut accéder à n'importe quel réseau d'informations, tandis que Kaori prétend qu'il est le professeur de Ryô en matière de gaudriole, étant très obsédé lui aussi.
Il possède également un laboratoire très bien équipé, et un arsenal assez impressionnant.
C'est l'une des rares personnes envers qui Ryô se montre très poli, ce qui étonne d'ailleurs Kaori. On ignore cependant durant longtemps quel est le lien entre eux.
Les deux hommes se connaissent de très longue date. Par le passé, le Professeur fut le médecin du mouvement de guérilla au sein duquel combattait Ryô, en Amérique du Sud. C'est là qu'il l'a rencontré et aidé à vaincre les effets secondaires de la poussière d'ange.
Il lui arrive parfois de faire quelques révélations au sujet du passé de Ryo. Ainsi, il affirme l'avoir vu, au Mexique, « décimer une division entière à lui tout seul, en trente minutes ».